# Jasmijn Gimbrère
Jasmijn Gimbrère (* 6. März 2001) ist eine niederländische Tennisspielerin.

## Karriere
Gimbrère spielt bislang vorrangig Turniere der ITF Women’s World Tennis Tour, wo sie einen Titel im Einzel und 16 Doppeltitel gewinnen konnte.
Im Januar 2022 gewann sie ihren ersten Titel im Einzel bei einem ITF-Turnier. Ihr erstes Turnier auf der WTA Tour spielte sie bei den Libéma Open, als sie in der Qualifikation antrat. Sie verlor allerdings bereits ihr erstes Spiel klar mit 1:6 und 2:6 gegen Linda Fruhvirtová.
In der deutschen 2. Tennis-Bundesliga spielt Gimbrère 2022 für den Gladbacher HTC.

## Turniersiege

### Einzel
| Nr. | Datum          | Turnier | Kategorie | Belag     | Finalgegnerin     | Ergebnis |
| --- | -------------- | ------- | --------- | --------- | ----------------- | -------- |
| 1.  | 2. Januar 2022 | Gizeh   | ITF W15   | Hartplatz | Sapfo Sakellaridi | 6:0, 6:3 |

### Doppel
| Nr. | Datum              | Turnier                  | Kategorie | Belag             | Partnerin           | Finalgegnerinnen                      | Ergebnis          |
| --- | ------------------ | ------------------------ | --------- | ----------------- | ------------------- | ------------------------------------- | ----------------- |
| 1.  | 25. September 2021 | Kairo                    | ITF W15   | Sand              | Demi Tran           | Minami Akiyama Lisa-Marie Rioux       | 3:6, 6:4, [13:11] |
| 2.  | 2. Oktober 2021    | Kairo                    | ITF W15   | Sand              | Lian Tran           | Punnin Kovapitukted Demi Tran         | 6:3, 3:6, [10:5]  |
| 3.  | 29. Oktober 2021   | Istanbul                 | ITF W25   | Hartplatz         | Bibiane Schoofs     | Maja Chwalińska Miriam Kolodziejová   | 6:2, 6:4          |
| 4.  | 27. November 2021  | Lousada                  | ITF W15   | Hartplatz (Halle) | Naïma Karamoko      | Inês Murta Vasanti Shinde             | ohne Spiel        |
| 5.  | 25. Dezember 2021  | Gizeh                    | ITF W15   | Hartplatz         | Fatma Al-Nabhani    | Sapfo Sakellaridi Maria Sholokhova    | 3:6, 6:3, [10:5]  |
| 6.  | 5. Februar 2022    | Monastir                 | ITF W15   | Hartplatz         | Haruna Arakawa      | Kelia Le Bihan Nina Radovanovic       | 6:4, 6:0          |
| 7.  | 2. Juli 2022       | Den Haag                 | ITF W25   | Sand              | Isabelle Haverlag   | Nikki Redelijk Bente Spee             | 6:2, 6:4          |
| 8.  | 28. Oktober 2022   | Istanbul                 | ITF W25   | Hartplatz (Halle) | Jekaterina Jaschina | Cristina Dinu Sopia Schapatawa        | 6:1, 3:6, [13:11] |
| 9.  | 16. April 2023     | Bujumbura                | ITF W25   | Sand              | Jasmin Jebawy       | Xenija Laskutowa Fanny Östlund        | 6:3, 6:4          |
| 10. | 1. Dezember 2023   | Wolkenstein              | ITF W25   | Hartplatz (Halle) | Martyna Kubka       | Bojana Marinković Marie Weckerle      | 6:1, 6:4          |
| 11. | 27. April 2024     | Hammamet                 | ITF W35   | Sand              | Schibek Qulambajewa | Kaylah McPhee Xenija Saizewa          | 6:4, 7:5          |
| 12. | 13. Juli 2024      | Aschaffenburg            | ITF W35   | Sand              | Stéphanie Visscher  | Andreea Prisăcariu Julie Štruplová    | 6:1, 1:6, [10:3]  |
| 13. | 23. November 2024  | Santo Domingo            | ITF W35   | Hartplatz         | Stéphanie Visscher  | Tiphanie Lemaître Zuzanna Pawlikowska | 4:6, 7:5, [10:6]  |
| 14. | 18. Januar 2025    | Palm Coast               | ITF W35   | Sand              | Lisa Zaar           | Ayana Akli Abigail Rencheli           | 6:4, 3:6, [10:8]  |
| 15. | 25. April 2025     | Santa Margherita di Pula | ITF W35   | Sand              | Stéphanie Visscher  | Astrid Wanja Brune Olsen Hikaru Satō  | 6:4, 6:2          |
| 16. | 10. Mai 2025       | Prag                     | ITF W75   | Sand              | Denisa Hindová      | Aneta Kučmová Sapfo Sakellaridi       | 7:65, 7:5         |